# Chrysopilus albobasalis
Chrysopilus albobasalis är en tvåvingeart som beskrevs av Enrico Adelelmo Brunetti 1920. Chrysopilus albobasalis ingår i släktet Chrysopilus och familjen snäppflugor. Inga underarter finns listade i Catalogue of Life.